# Metopius crassipes
Metopius crassipes là một loài tò vò trong họ Ichneumonidae.